# Gedeon Barcza
Gedeon Barcza foi um jogador de xadrez da Hungria, com diversas participações nas Olimpíadas de xadrez. Barcza participou das edições de 1952,  1954,  1956,  1958,  1960,  1962 e  1968 em diversas posições no tabuleiro tendo conquistado as medalhas de ouro individual em 1954, prata individual em 1956 e bronze individual em 1968 além da medalha de bronze por equipes em 1956.